# Unidade curricular
Unidade curricular é a unidade de ensino com objectivos de formação próprios e que é objecto de inscrição administrativa e de avaliação traduzida numa classificação final.
As unidades curriculares são correntemente designadas por «cadeiras» ou «disciplinas».